# P3 Musikdokumentär
P3 Musikdokumentär är ett svenskt poddradioprogram i Sveriges Radio P3, skapat av Vendela Lundberg och Axel Winqvist . Varje avsnitt tecknar ett porträtt på en känd artist. Intervjuer med fans, experter och musikkritiker varvas med artistens låtar. Programmet produceras av produktionsbolaget Tredje Statsmakten Media. I första säsongen skildrades artister som Rihanna, Kanye West och  Zara Larsson . Sedan våren 2020 är Hanna Frelin programledare för P3 Musikdokumentär .